# 그해, 우리가 여행지에서 가져온 것들
"그해, 우리가 여행지에서 가져온 것들"은 2018년에 제작한 대한민국의 영화이다.

## 캐스팅
- 이미경
- 강동완
- 강혜미
- 강창수

## 수상 경력
- 2018년 제2회 안양신필름예술영화제 수상 독립영화경쟁부문 감독상 (강동완)

## 같이 보기
- 2018년 대한민국의 영화 목록